# Márton Dina
Márton Dina (Boedapest, 11 april 1996) is een Hongaars wielrenner, mountainbiker en veldrijder .

## Carrière
Dina won bij de jeugd verschillende Hongaarse titels in het veldrijden en het mountainbiken. In 2018 ging hij rijden voor Pannon Cycling Team eind mei 2019 maakte hij de overstap naar Kometa Cycling. Voor zijn nieuwe ploeg behaalde hij een tweede plaats in de Ronde van Hongarije van 2019. Zijn eerste overwinning behaalde Dina in de Ronde van Malopolska. Hier won hij de proloog in de editie van 2023.

## Palmares

### Veldrijden

#### Resultatentabel elite
| Seizoen   |    | WK  | EK | HK |    | Klassementen | Klassementen | Klassementen | Klassementen | Klassementen |       | UCI- ranking |  | Podia | Podia | Podia | Aantal crossen |
| Seizoen   | WB | WK  | EK | HK | SP | Trofee       | TOI          | Swiss        | Goud         | Zilver       | Brons | UCI- ranking |  |       |       |       | Aantal crossen |
| --------- | -- | --- | -- | -- | -- | ------------ | ------------ | ------------ | ------------ | ------------ | ----- | ------------ |  | ----- | ----- | ----- | -------------- |
| 2023-2024 |    | 38e | –  | ↑  |    | –            | –            | –            | –            | –            |       | –            |  | 1     | –     | -     | 1              |
| Totaal    |    | –   | –  | 1  |    | –            | –            | –            | –            | –            |       | –            |  | 1     | –     | -     | 1              |

#### Podiumplaatsen elite
| Legenda                       |
| ----------------------------- |
| Wereldkampioenschappen        |
| Continentale kampioenschappen |
| Nationale kampioenschappen    |
| Wereldbeker                   |
| Superprestige                 |
| Trofee                        |
| Overige veldritten            |

| Nr.           | Seizoen       | Datum           | Veldrit                                         | Cat.          | Wedstrijdserie                        |               |
| Overwinningen | Overwinningen | Overwinningen   | Overwinningen                                   | Overwinningen | Overwinningen                         | Overwinningen |
| ------------- | ------------- | --------------- | ----------------------------------------------- | ------------- | ------------------------------------- | ------------- |
| 1.            | 2023-2024     | 14 januari 2024 | Hongaarse kampioenschappen veldrijden, Debrecen | CN            | Hongaarse kampioenschappen veldrijden | [ 1 ]         |
| 2e plaatsen   |               |                 |                                                 |               |                                       |               |
| 3e plaatsen   |               |                 |                                                 |               |                                       |               |

### Wegwielrennen

#### Overwinningen
2023
Proloog en 3e etappe Ronde van Malopolska
Eindklassement Ronde van Malopolska
2024
Proloog en 1e etappe Ronde van Małopolska
Bergklassement Ronde van Bulgarije
2025
 Hongaars kampioen op de weg, elite

#### Resultaten in voornaamste wedstrijden
| Jaar | Ronde van Italië | Ronde van Frankrijk | Ronde van Spanje |
| ---- | ---------------- | ------------------- | ---------------- |
| 2021 | 100e             |                     |                  |
| 2022 |                  |                     |                  |
| 2023 |                  |                     |                  |
| 2024 |                  |                     |                  |

| Jaar | Strade Bianche |  | WK op de weg |
| ---- | -------------- |  | ------------ |
| 2021 |                |  |              |
| 2022 | opgave         |  |              |
| 2023 |                |  | opgave       |
| 2024 |                |  | 78e          |

## Ploegen
- 2018 –  Pannon Cycling Team
- 2019 –  Pannon Cycling Team (tot 26-05)
- 2019 –  Kometa Cycling (vanaf 27-05)
- 2020 –  Kometa Xstra
- 2021 –  EOLO-Kometa
- 2022 –  EOLO-Kometa
- 2023 –  ATT Investments
- 2024 –  ATT Investments
- 2025 –  Euskaltel-Euskadi

Albanese · Archibald · Bais · Belletti · Christian · Dina · Fancellu · Fetter · Fortunato · Frapporti · García · Gavazzi · Grávalos · Pacioni · Ravasi · Rivi · Ropero · Sevilla · Viegas · Wackermann · Hernaiz (stagiair) · Martin (stagiair) · Piganzoli (stagiair)
Albanese · Bais · Bevilacqua · Christian · Dina · Fancellu · Fedeli (vanaf 20/6) · Fetter · Fortunato · García · Gavazzi · Grávalos · Lonardi · Maestri · Á. Martín · D. Martín · Ravasi · Rivi · Ropero · Rosa · Sevilla · Viegas · Montoli (stagiair) · Muñoz (stagiair) · Pietrobon (stagiair)